# Capnoptycha ipnitis
Capnoptycha ipnitis är en fjärilsart som beskrevs av Edward Meyrick 1910. Capnoptycha ipnitis ingår i släktet Capnoptycha och familjen vecklare. Inga underarter finns listade i Catalogue of Life.